# Władysław Mech
Władysław Józef Mech (ur. 30 marca 1877 w Końskich, zm. 15 marca 1929 w Warszawie) – prawnik, polski polityk, działacz państwowy II Rzeczypospolitej, wolnomularz, założyciel Unii Narodowo-Państwowej w 1922 r.

## Życiorys
Urodził się 30 marca 1877 w Końskich, w rodzinie aptekarza Stanisława (zm. 1902) i Amelii z Zadora-Paszkowskich (zm. 1935). Po ukończeniu, ze srebrnym medalem, gimnazjum w Piotrkowie rozpoczął studia przyrodnicze na Uniwersytecie w Petersburgu, skąd przeniósł się na Uniwersytet Kijowski, gdzie studiował medycynę, a następnie prawo. Relegowany w 1898 r. za działalność w PPS, przeniósł się do Akademii Handlowej w Berlinie. Ostatecznie studia ukończył w 1901 r. w Wyższej Szkole Handlowej w Lipsku. Przez rok pracował w banku w Wiedniu, w 1902 r. powrócił do Kijowa, gdzie został urzędnikiem Banku dla Handlu Zewnętrznego. Działał w Towarzystwie Kresowym Politycznym, Uniwersytecie Latającym. Był przewodniczącym Kijowskiego Komitetu Robotniczego PPS. Uczestniczył w rewolucji 1905 roku w Warszawie. W latach 1907–1910 pod ps. Andrzej był jednym z założycieli i czołowych działaczy Związku Walki Czynnej w Kijowie.
Po wybuchu I wojny światowej był komisarzem Polskiej Organizacji Narodowej w Kielcach, później współorganizatorem cywilnego zaplecza Legionów. W 1917 r. starszy referent w Tymczasowej Radzie Stanu.
Po odzyskaniu niepodległości dyrektor Departamentu Administracyjnego w Ministerstwie Aprowizacji, następnie urzędnik w Ministerstwie Spraw Wewnętrznych. W latach 1923–1926 starosta powiatu słupeckiego. Był jednym z inicjatorów budowy pomnika Niepodległości w Słupcy. W latach 1926–1928 był wojewodą wołyńskim, następnie aż do śmierci dyrektorem Zakładu Ubezpieczeń Pracowników Umysłowych.
Był członkiem loży wolnomularskiej w Warszawie w czasach II Rzeczypospolitej.
Jego żoną była Ewa z Broklów, z którą miał córkę Wandę po mężu Nowicką (1909–1943/44?), łączniczkę Armii Krajowej ps. Barbara, Irena, Karasia, Róża, Zofia, zamordowaną przez Gestapo.
Spoczywa na cmentarzu Powązkowskim w Warszawie (kwatera 165-4-4).

## Ordery i odznaczenia
- Krzyż Komandorski Orderu Odrodzenia Polski (10 listopada, 1928)[6][5]
- Krzyż Niepodległości (pośmiertnie, 19 grudnia 1930)[7]